# 謝明源
謝明源（1952年9月3日—），臺灣政治人物，民主進步黨籍，曾任立法委員、台中市議員、臺中市議會民進黨黨團總召集人。

## 經歷
謝明源為民主進步黨創黨黨員，於1994年首次當選台中市議員，成為該選區首位民進黨籍市議員，並於1998年連任；而後在2001年接受黨中央徵召參選台中市立法委員並當選，並於2004年連任。2008年立法委員改為單一選區兩票制，於北區、北屯區對上中國國民黨盧秀燕及親民黨沈智慧，卻不幸落選；2012年再度接受民進黨徵召於同一選區再度對上國民黨盧秀燕，但仍然敗選；2014年回鍋擔任台中市議員，2022年交棒給女兒謝家宜。

## 政治

### 2008年立法委員選舉
- 台中市第二選區（北區、北屯）

| 號次 | 候選人 | 政黨       | 得票數 | 得票率 | 當選標記 |
| ---- | ------ | ---------- | ------ | ------ | -------- |
| 1    | 楊宗澧 | 第三社會黨 | 791    | 0.47%  |          |
| 2    | 沈智慧 | 無黨籍     | 10,714 | 6.37%  |          |
| 3    | 謝明源 | 民主進步黨 | 60,582 | 36.06% |          |
| 4    | 盧秀燕 | 中國國民黨 | 95,873 | 57.08% |          |

### 2012年立法委員選舉
- 台中市第五選區（北區、北屯）

| 號次 | 候選人 | 政黨         | 得票數  | 得票率 | 當選標記 |
| ---- | ------ | ------------ | ------- | ------ | -------- |
| 1    | 盧秀燕 | 中國國民黨   | 129,822 | 57.87% |          |
| 2    | 紀朝川 | 健保免費連線 | 2,726   | 1.22%  |          |
| 3    | 謝明源 | 民主進步黨   | 91,793  | 40.92% |          |

## 外部連結
- 立法院（页面存档备份，存于）